# Georg le Coutre
Georg le Coutre (Memel, 13 de setembro de 1921 — Bonn, 8 de janeiro de 2009) foi um oficial alemão que serviu durante a Segunda Guerra Mundial. Foi condecorado com a Cruz de Cavaleiro da Cruz de Ferro.

## Condecorações
- Distintivo de Paraquedista (16 de dezembro de 1940)
- Cruz de Ferro (1939)
  - 2ª classe (4 de maio de 1941)
  - 1ª classe (26 de junho de 1941)
- Distintivo de Ferido (1939)
  - em Preto (17 de abril de 1944)
  - em Prata (28 de maio de 1944)
  - em Ouro (5 de novembro de 1944)
- Cruz Germânica em Ouro (14 de junho de 1944) como Feldwebel no 4./Fallschirmjäger-Regiment 4
- Cruz de Cavaleiro da Cruz de Ferro (7 de fevereiro de 1945) como Leutnant e líder do 10./Fallschirmjäger-Regiment 6